# Coprosma petriei
Coprosma petriei es una especie de arbusto perteneciente a la familia de las rubiáceas. Es un endemismo de Nueva Zelanda , Polynesia, Australia, las islas de Juan Fernández y Hawái.

## Descripción
Se trata de un robusto arbusto que es polinizado por el viento, alcanza un tamaño de 0,1 m a 0,5 m de altura. Las semillas maduran en agosto y las plantas sólo producen semillas masculinas o femeninas, que no son autofertilizadas.

## Taxonomía
Coprosma petriei fue descrita por Thomas Frederic Cheeseman y publicado en Transactions and Proceedings of the New Zealand Institute 18: 316. 1885[1886].